# State of Decay
A State of Decay a Doctor Who sorozat 112. része, amit 1980. november 22.-e és december 13.-a között adtak négy epizódban. Ez az E-tér trilógia második része. Ettől a résztől kezdve Adric (Matthew Waterhouse) hivatalosan a Doktor társa lesz.

## Történet
A Doktor egy középkori állapotukban lévő bolygóra érkezik. Ott mindenki fél a három uralkodótól, Zargo-tól, Camilla-tól, és Aukon-tól. Ők a sötét toronyban laknak és egyenesen egy vámpírtörténetből léptek volna elő... A Doktor nem hisz a vámpírokban, de a dolog bonyolódni kezd, amikor nagy üzemanyagtartályokat talál - csak vér van üzemanyag helyett benne.

## Epizódlista
| Epizódok sorszáma | Bemutató napja     | Hossza | Nézők száma (millió) |
| ----------------- | ------------------ | ------ | -------------------- |
| 1.                | 1980. november 22. | 22:24  | 5,8                  |
| 2.                | 1980. november 29. | 23:16  | 5,3                  |
| 3.                | 1980. december 6.  | 24:13  | 4,4                  |
| 4.                | 1980. december 13. | 24:54  | 5,4                  |

## Könyvkiadás
A könyvváltozatát 1981 szeptemberében adták ki keményfedélen. Valódi könyvben 1982. január 14.-n adták ki. Írta Terrance Dicks.

## Otthoni kiadás
- VHS-n 1997 októberében adták ki.
- DVD-n 2009. január 26.-n adták ki az E-Space Trilogy című dobozban a Warriors' Gate és a Full Circle című részekkel együtt.

### Fordítás
- Ez a szócikk részben vagy egészben  a   State of Decay című angol Wikipédia-szócikk fordításán alapul.  Az eredeti cikk szerkesztőit annak laptörténete sorolja fel. Ez a jelzés csupán a megfogalmazás eredetét és a szerzői jogokat jelzi, nem szolgál a cikkben szereplő információk forrásmegjelöléseként.